# Саввинские Выселки
Саввинские Выселки — деревня Торбеевского района Республики Мордовия в составе Салазгорьского сельского поселения. 

## География
Находится на расстоянии примерно 12 километров по прямой на запад от районного центра поселка Торбеево.

## Население
Постоянное население составляло 110 человек (мордва-мокша 97%) в 2002 году, 81 в 2010 году .